# 小川櫻子
小川櫻子（おがわ さくらこ、1991年8月18日 - ）は、日本の元モデル・女優。いわゆるジュニアアイドルである。

## 来歴・人物
1991年8月18日、山口県に生まれる。
彼女の母は病気がちで、ときには娘である櫻子（本名不明）を認識できないこともあったという。そんな環境の中で、将来は障害を持った人の役に立ちたいという夢を育む。
中学校在学中、ある劇団の移動公演を観る。「障害のある生徒が主人公で、いろいろな困難に立ち向かっていく」という内容で、感動で大泣きする。運よくその月にスカウトされ、13歳でデビュー。
2006年1月、村山ひとしは、取材でたまたま会った彼女に対し「おもしろそうな方です」とコメントしている。この年、小中学生5人からなるアイドルユニット「Kiss!い・も・う・とClub.」のメンバーとして活動。12月20日、アルバム『萌トリビュート』をリリース。
2007年、「LOVEDOL.NET」「めっちゃ・いもうと」「こどもじゃナイモン」で動画を配信。『月刊水球』のイメージガール。
2007年4月、高熱を出し入院。「支えられてる事や、生きるという事がどれだけ素晴らしいか」痛切に感じる。退院後、実家に帰る。夢は舞台女優ではなく「人の心を救う人」だと改めて気づき、引退を決意。2007年12月13日、「自身のブログが消えてしまったので」美愛のブログを借りて引退を発表。ただし、所属事務所の公式サイトでも、遅くともこの日までに彼女の引退を公表している。
趣味・特技は新体操・フラフープ。体が極めて柔らかい。

## フィルモグラフィ

### イメージDVD
- ボクの妹は利発な美少女 (マーレインターナショナル、2005年8月19日)
- SORA小川櫻子（星雲社 2005年10月 ISBN 9784434066726）
  - Noah 13 小川櫻子（トライアングル・フォース、2006年04月21日）
- ぷるるん中学生日記　彼方からの招待状（心交社 2006年4月28日）※共演：月愛乃神楽、美愛[7]
- Chu-Boh学園'06春（海王社 2006年3月24日）※オムニバス
- 清純いもうと倶楽部 Vol.10(アイマックス 2006年06月30日)※共演：山口舞、川奈綾恵
- ぺぇたんのヒミツ(2006年7月、海王社、ISBN 9784877247164)
- 現役中学生:うれし恥ずかし:Vol.22（日本メディアサプライ、2006年11月17日）　共演：泉明日香、ふかやれい
- artless mind(サイバーピクチャーズ 2006年11月17日)
- fantastic innocent(サイバーピクチャーズ 2006年12月8日)
- Chu-Boh学園'07初春(海王社 2006年12月22日)　※オムニバス
- 美少女は中学生 Vol.4（日本メディアサプライ 2007年3月16日）
- Little Side of The Story seven side(INTEC 2008年1月12日)※共演：奥田晴美, 月愛乃神楽, 水野みえ, 小坂みおか, 河野冴香, 渡辺椋香, 戸内梨英, 上村ゆう, 加藤杏奈
- 清純いもうと倶楽部セレクション(アイマックス 2009年02月25日) ※オムニバス

### 女優として
- 14歳のスケッチ（フレッシュアイドル倶楽部(いもうと倶楽部)・アイマックス、 2006年7月）- 桜井結花 普天間みさき 唐沢もえ 多田瑞穂 小野明日香 大崎佳織 葉月あい 高野歩日 小川祐依 細谷沙愛 義家ゆりか 岡田もも
- 聖少女戦士 St.ヴァルキリー（タキ・コーポレーション、2006年12月22日）- 神代麻里亜
- 宿命のサバト 前奏曲～プレリュード～（ビデオメーカー、2007年6月22日）- 主演
- 宿命のサバト 円舞曲～ワルツ～（2007年7月27日）

## 出版

### 写真集
- 添野博之『SORA 小川櫻子13歳』（ベティーハーツ）
- 『めっちゃいもうと ＋』（2007年8月、コアマガジン社。ISBN 9784862522108）※オムニバス
- 『ピュア・カワＤＸ』（メディアックス、2007年）※オムニバス
- 『めっちゃいもうと　小川櫻子　通学編』（コアマガジン社）
- 小久保洋『ケガドル!』（ワニブックス、2007年8月。ISBN 9784847040306）※オムニバス
- 『モエッコＪＣ』（マイウェイ出版、2010年）※オムニバス

### 雑誌
- 2007年2月発売
  - Moecco Vol.7 （マイウェイ出版）
  - 月刊メガストア4月号　（コアマガジン）
  - スーパー写真塾4月号　
  - ホイップ4月号　（コアマガジン）
- 3月発売
  - 月刊水球 （月刊水球編集部）
- 4月発売
  - 月刊水球（月刊水球編集部）
- 5月発売
  - Chu→Boh　Vol.19 （海王社）
  - CIRCUS MAX Vol.4 （KKベストセラーズ）
  - United Spirits Vol.6 （United Works）
- 7月発売
  - Beppin School 8月号 No.193